# Convair F2Y Sea Dart
Convair F2Y Sea Dart var ett amerikanskt jaktflygplan som var tänkt att kunna starta och landa på vatten. Det är det enda sjöflygplan som har flugit i överljudsfart. Endast fem flygplan byggdes innan projektet lades ner.

## Utveckling
Utvecklingen av Sea Dart påbörjades 1948 eftersom USA:s flotta ville ha ett jaktflygplan med överljudsprestanda. Jetdrivna jaktflygplan som McDonnell F2H Banshee hade nyligen tagits i tjänst, men överljudsflygplan hade mycket längre start- och landningssträcka vilket gjorde det omöjligt att basera dem på dåtidens hangarfartyg. Convair valde att lösa problemet med en nygammal lösning; ett sjöflygplan. Förmågan att starta och landa på vatten gjorda att start- och landningssträckan i princip var obegränsad samtidigt som det gjorde dem mindre beroende av stora och dyra hangarfartyg.
Convairs första förslag var ”Skate”, ett ganska stort flygplan med två besättningsmän sida-vid-sida och en stor radar liknande Douglas F3D Skyknight. Men 1950 förtydligade flottan sin specifikation och kravet på överljudsfart blev mer uttalat. Convair presenterade därför en mindre modell med deltavinge och bara en pilot. Många av detaljerna som fenan, vingarna och cockpit hade stora likheter med ett annat flygplan som Convair arbetade med, nämligen F-102 Delta Dagger. Flottan var såpass intresserade att de i januari 1951 gav Convair ett kontrakt på två prototyper plus en första produktionsserie om 20 flygplan.
J46-motorerna var inte klara i tid, så de två prototyperna fick i stället J34-motorer utan efterbrännkammare. Den första prototypen premiärflög 14 januari 1954 med Sam Shannon som pilot. Flygningen var oplanerad eftersom flygplanet oavsiktligt lyfte under ett test av vattenskidorna som användes som landningsställ. Problem med motorerna, skidorna och oväntat högt luftmotstånd (man hade ännu inte insett betydelsen av arearegeln) gjorde att flottan avbeställde den andra prototypen och 16 av de 20 beställda serieflygplanen.
I augusti 1954 lyckades piloten Charlie Richbourg bryta igenom ljudvallen med det första serieproducerade flygplanet. Sea Dart blev därmed det första och hittills enda sjöflygplanet att flyga i överljudsfart. Den 4 november samma år omkom Richbourg då hans Sea Dart råkade i självsvängning under en flyguppvisning utanför San Diego och bröts isär i luften.
År 1957 hade Convair löst de flesta problemen, men flottan avbröt projektet och de fem kvarvarande flygplanen placerades i flottans reserv. Flottans behov av överljudsjaktplan fylldes i stället av Douglas F4D Skyray och Vought F8U Crusader. När det nya beteckningssystemet infördes 1962 var de fortfarande inte avförda och fick därför beteckningarna YF-7 (prototypen) och F-7 (serieflygplanen). Kort därefter avfördes flygplanen och skänktes till olika museer.

## Konstruktion
Sea Dart var ett deltavingat flygplan helt tillverkat i metall. vingarna och undersidan av flygkroppen var vattentät vilket gjorde att flygplanet kunde flyta på vatten. Motorernas luftintag satt på ryggen för att undvika att saltvatten sögs in i motorerna under start och landning. Konventionellt landningsställ saknades, i stället hade Sea Dart två stycken skidor under kroppen. Skidorna fungerade som vattenskidor när flygplanet färdades på vattnet snabbare än 16 km/h. I luften fälldes skidorna in i uttag i undersidan av flygkroppen. Mellan skidorna och flygkroppen satt kraftiga stötdämpare, men trots det utsattes flygplanet och piloten för stora påfrestningar under start och landning. Skidorna hade små hjul i bakkant som tillsammans med ett sporrhjul under bakkroppen gjorde att flygplanet utan hjälp kunde taxa upp från vattnet på en slip eller ramp. Den kunde dock inte landa på konventionella landningsbanor.
Beväpningen var tänkt att vara fyra stycken 20 mm Colt Mk 12 automatkanoner, två i vardera vinge. Den skulle ha kompletterats av 30 stycken FFAR och eventuellt två stycken jaktrobotar. De tillverkade flygplanen fick dock aldrig någon beväpning.

## Varianter och individer

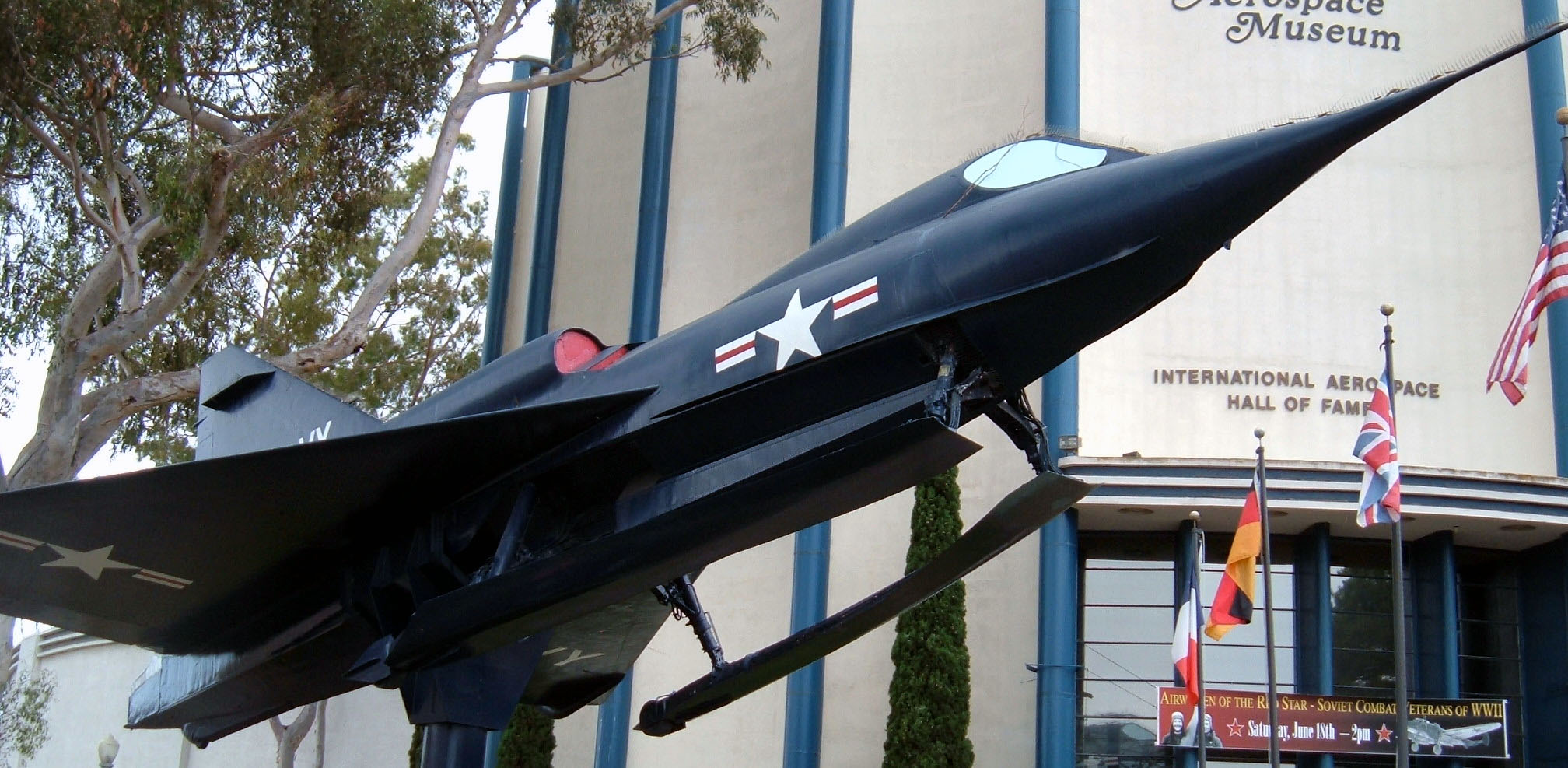
En Convair F2Y Sea Dart på San Diego Aerospace Museum.

- XF2Y-1 – Prototyper med J34-motorer. Två beställda, en byggd.
  - 137634 – I förvar hos Smithsonian Institution i väntan på restaurering.
- YF2Y-1 – Förproduktionsserie med J46-motorer. 4 byggda.
  - 135762 – Totalförstörd vid haveriet 4 november 1954.
  - 135763 – Utställd på San Diego Air & Space Museum.
  - 135764 – Utställd på Wings of Freedom Aviation Museum i Pennsylvania.
  - 135765 – Utställd på Florida Air Museum.
- F2Y-1 – Produktionsserie. 16 beställda, ingen byggd.
- F2Y-2 – Projekterad version med nykonstruerad flygkropp enligt arearegeln och en Pratt & Whitney J75-motor. Ingen byggd.
- YF-7 – Ny beteckning på XF2Y-1 1962.
- F-7 – Ny beteckning på YF2Y-1 1962.